# Place de la Nation (Paris)
Pour les articles homonymes, voir Place de la Nation.
La place de la Nation, ancienne « place du Trône » puis « place du Trône-Renversé », est une place de Paris située à la limite du 11e et du 12e arrondissement de la ville.

## Situation et accès
La place est desservie par les lignes 1, 2, 6 et 9 du métro de Paris à la station Nation et par la gare du RER A.
Elle accueille en son centre le jardin de Marianne et Le Triomphe de la République  du sculpteur Jules Dalou.
Voies partant de la place de la Nation

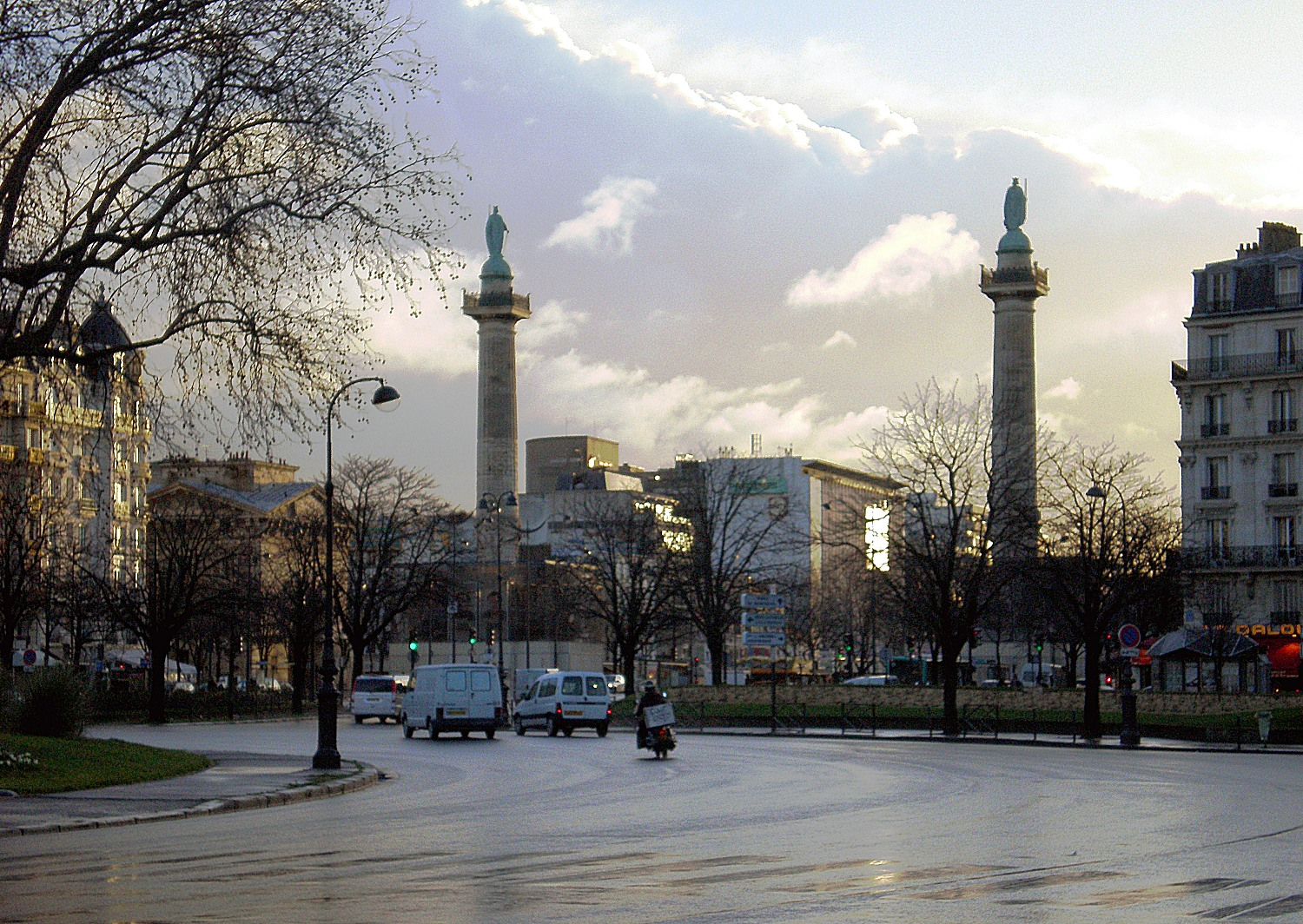
Place de la Nation en direction de l'avenue du Trône et du cours de Vincennes avant les travaux.

Dans le sens des aiguilles d’une montre en commençant par l'avenue du Trône entre les deux colonnes :
- l’avenue du Trône continuant jusque la porte de Vincennes en passant par le cours de Vincennes ;
- l’avenue du Bel-Air ;
- la rue Fabre-d'Églantine ;
- la rue Jaucourt ;
- l’avenue Dorian ;
- le boulevard Diderot ;
- la rue du Faubourg-Saint-Antoine, menant à la place de la Bastille ;
- le boulevard Voltaire menant à la place de la République en passant par la mairie du 11e arrondissement ;
- l’avenue Philippe-Auguste menant au cimetière du Père-Lachaise ;
- la rue de Tunis ;
- l’avenue de Bouvines ;
- l’avenue de Taillebourg.

### Aménagement contemporain
Durant son mandat de maire de Paris, Anne Hidalgo lance le réaménagement de plusieurs places dont celle de la Nation en 2018 et 2019 afin de réviser le partage de l'espace public jusque-là essentiellement dévolu à la circulation (l'anneau central passant de 26 à 12 mètres) afin d'accroître les espaces destinés aux piétons, aux cyclistes, aux espaces verts et aux terrasses. Des aménagements provisoires permettent de finaliser les projets en lien avec les riverains.
Il avait été proposé que la place puisse être en correspondance avec la ligne de tramway T3a ou la ligne de tramway T3b qui auraient été prolongées depuis la porte de Vincennes, ce qui aurait permis aux utilisateurs de ces lignes de bénéficier d'une correspondance avec les lignes de métro 2, 6 et 9 du métro de Paris ainsi qu'avec la ligne A du RER à la station Nation, mais ce projet ne progresse pas.

## Origine du nom
Cette place a été ainsi dénommée à l'occasion de la fête nationale du 14 juillet 1880, qui fait apparaître la devise Liberté, Égalité, Fraternité sur les frontons de toutes les institutions publiques françaises.

## Historique
Cette place est située sur la route qui allait de Paris à Vincennes.

### Naissance de la place du Trône
Quand le tracé du mur des Fermiers généraux est porté au-delà de la ville construite, qui n'est en fait qu'une campagne s'étirant de maisons en jardins, de cloîtres en lieux de prières, on laisse un vaste espace herbeux et raboteux. Ce vaste espace, qui se prolonge en vignes et jardins maraîchers jusqu'à l'enceinte et aux murs des jardins de l'ancien village de Pique-Puce occupé par des couvents, des maisons d'éducation ou de retraite, est à l'origine de la place.
Un trône est installé sur cet espace le 26 août 1660 pour l'entrée solennelle dans Paris de Louis XIV et de Marie-Thérèse d'Autriche, revenant de leur mariage à Saint-Jean-de-Luz, d'où son premier nom de « place du Trône ».

### Les projets d’arc de triomphe de Claude Perrault et Charles Le Brun

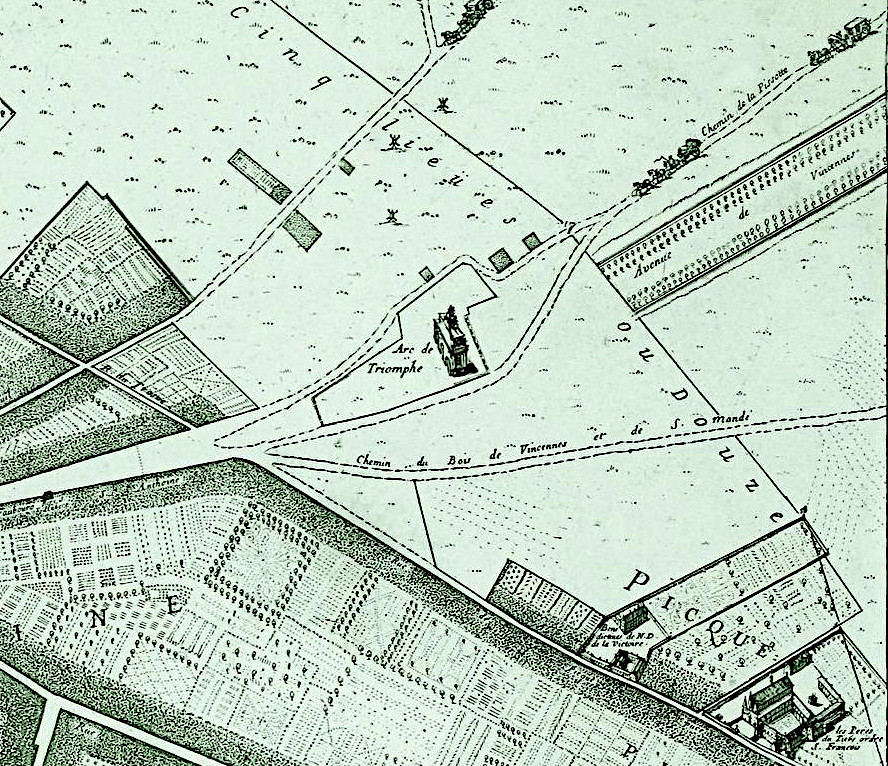
Arc de triomphe de Claude Perrault sur la future place de la Nation en 1672 (plan de Jouvin de Rochefort).

Pour commémorer cet événement, Colbert ordonne l'érection d'un arc de triomphe sur les lieux et organise un concours en 1669 auquel participent Charles Le Brun et Claude Perrault. C’est le second qui l’emporte. Le projet prévoit une statue équestre du roi qui domine à cinquante mètres de hauteur les trois ouvertures flanquées de couples de colonnes corinthiennes. La première pierre de l’arc de triomphe de la place du Trône est posée le 4 août 1670. Cependant, les travaux s’arrêtent rapidement et ce qui avait été construit est démoli en 1716.

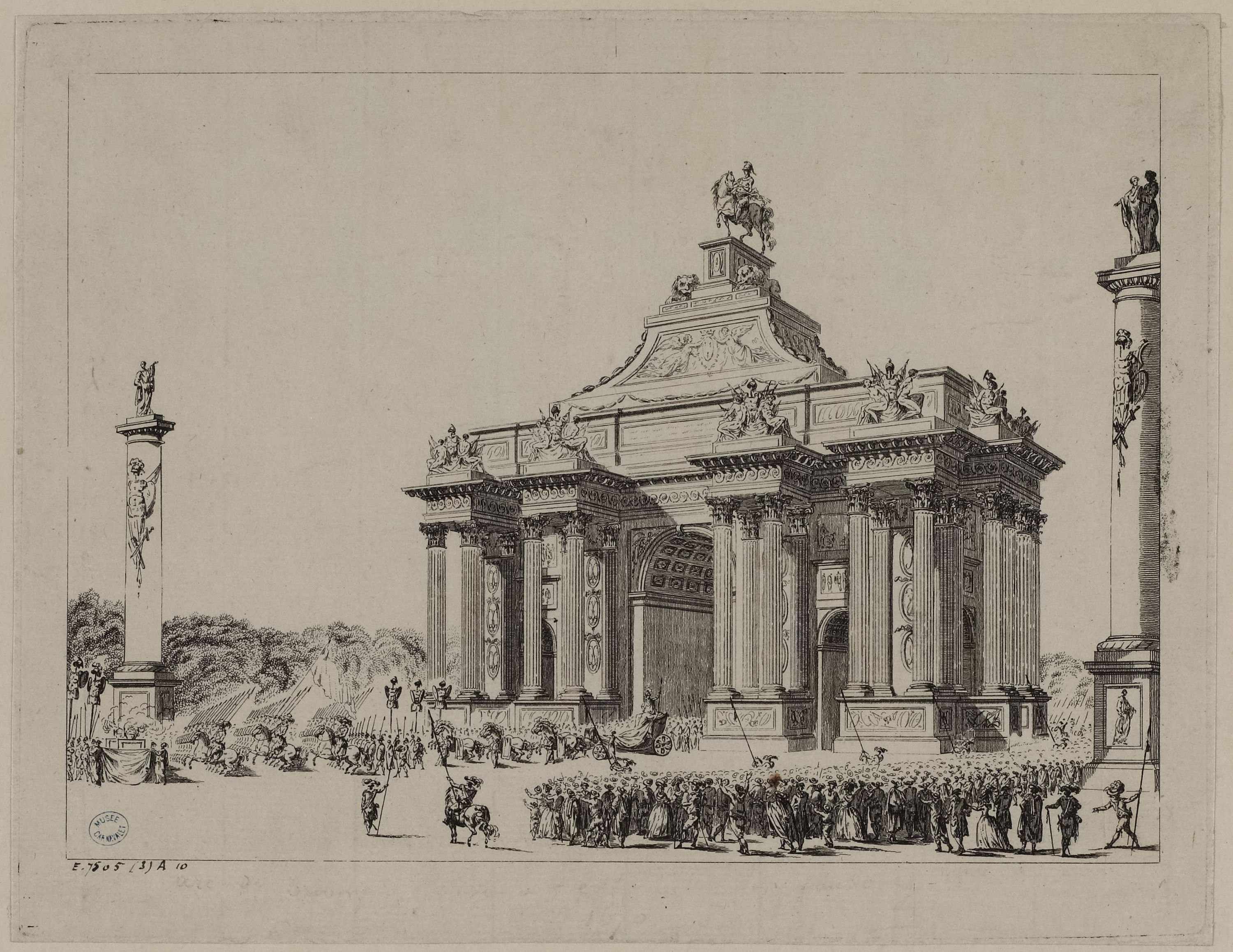
Arc de triomphe de Perrault construit en 1670 à la gloire de Louis Le Grand.
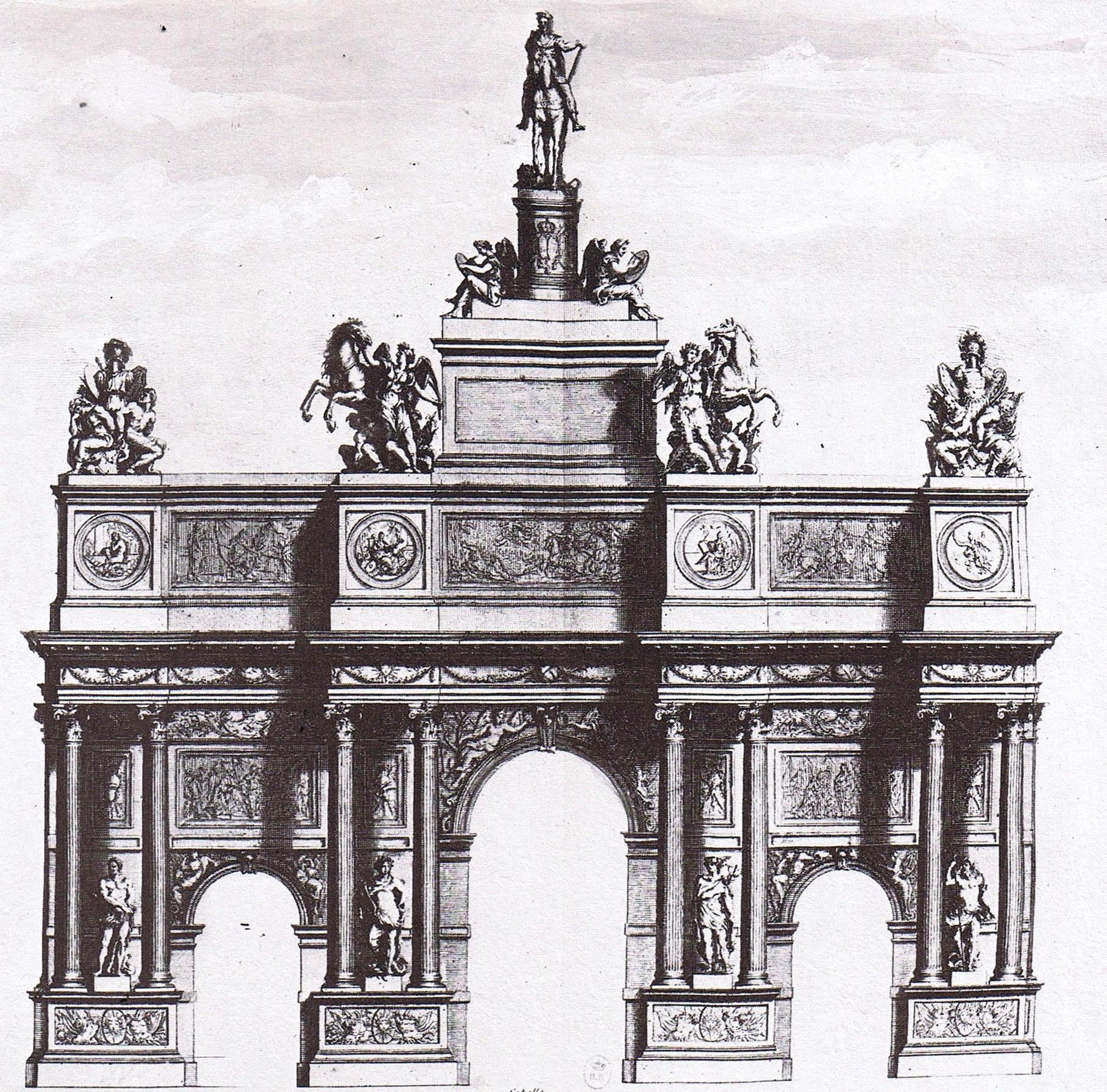
Projet inabouti d'arc de triomphe sur la place du Trône par Charles Le Brun.
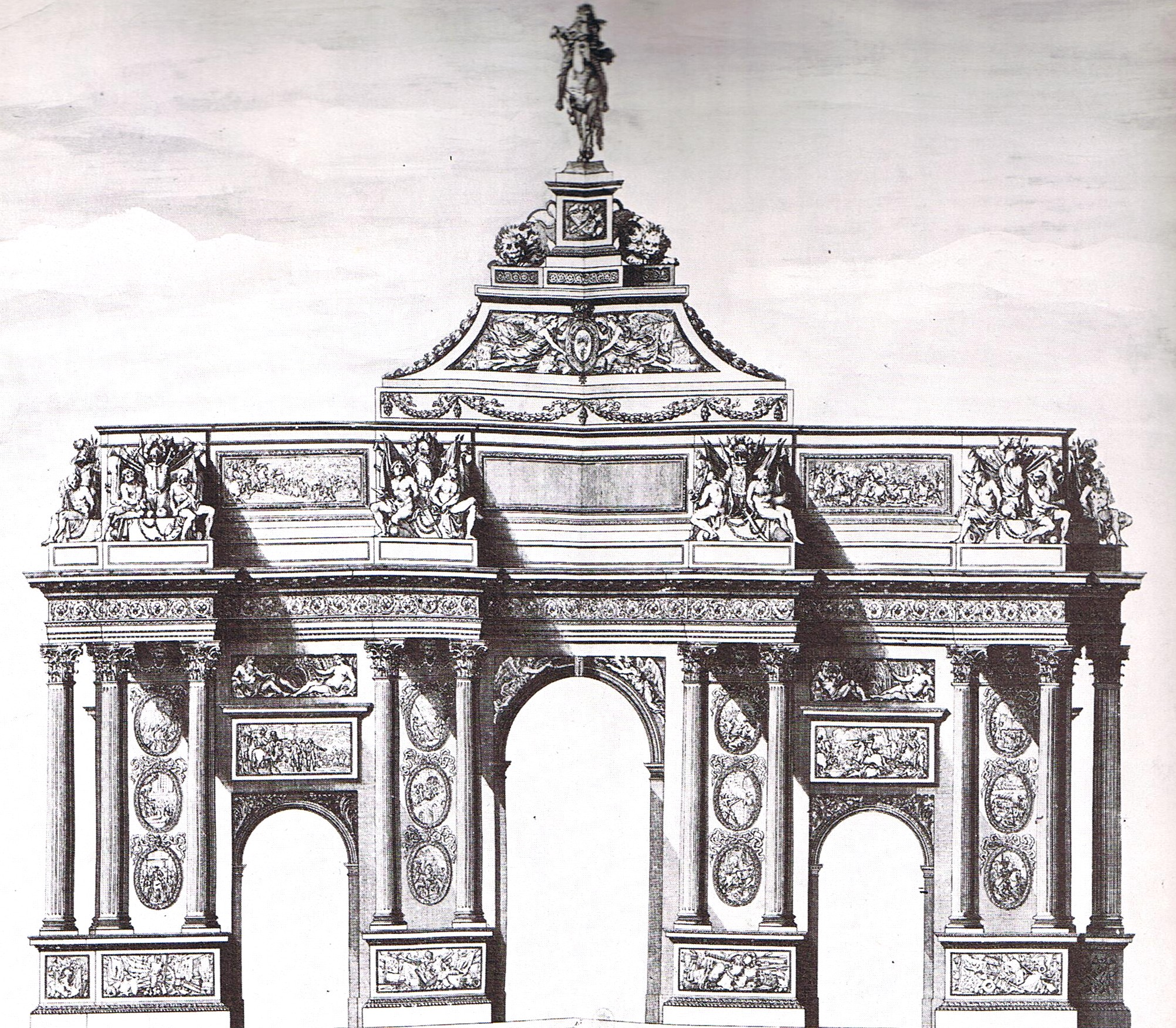
Projet d'arc de triomphe sur la place du Trône par Claude Perrault, lauréat du concours.

### Les colonnes de Ledoux

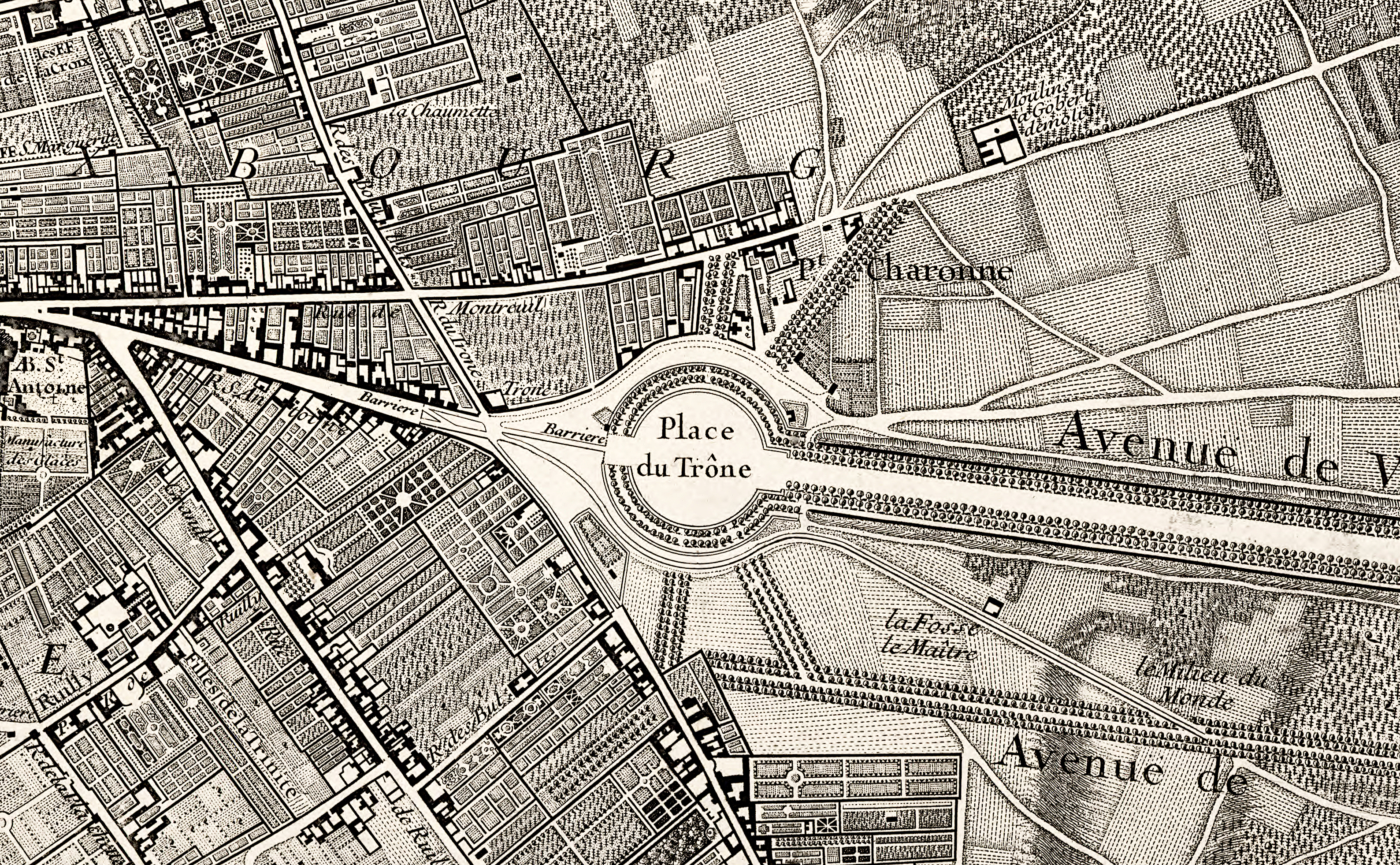
Place du Trône en 1730 (plan de Roussel).
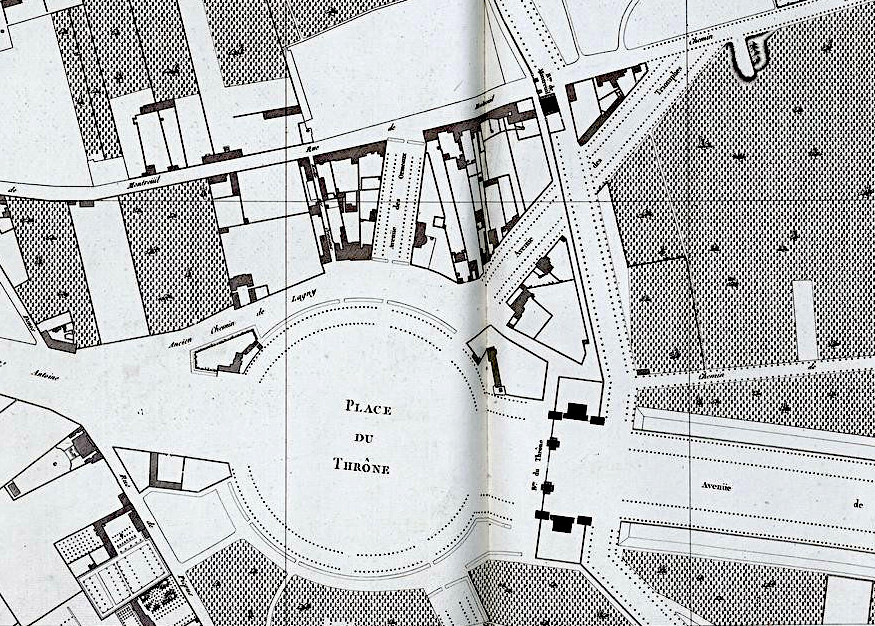
La place de Trône en 1790, avec ses colonnes (Atlas de Verniquet) ; à droite, en pointillés, le mur des fermiers généraux.

En 1787, Claude-Nicolas Ledoux fait ériger deux colonnes pour encadrer la barrière d'octroi (mur des Fermiers généraux) et l'entrée du cours de Vincennes. Elles n'étaient pas encore surmontées des statues de Philippe Auguste et Saint Louis qui ne sont ajoutées qu'en 1845.

### La place du Trône-Renversé
Sous la Révolution, le 10 août 1792, la place est rebaptisée « place du Trône-Renversé ». Elle n'est encore qu'un terrain vague, les seuls bâtiments étant les pavillons conçus par Ledoux.
C'est dans la partie sud, la plus ombragée, près du pavillon de droite construit par Ledoux, que la guillotine y est déplacée de la place de la Bastille le 25 prairial an II (13 juin 1794). Face à la lassitude et aux critiques des Parisiens devant le sang versé, elle y reste jusqu'au 9 thermidor an II (27 juillet 1794).
Sur les 2 498 personnes[Quoi ?] guillotinées à Paris pendant la Révolution, 1 306 le sont place du Trône-Renversé, du 26 prairial an II (14 juin 1794) au 9 thermidor an II (27 juillet 1794), soit une moyenne de 30 exécutions par jour. Les dépouilles sont jetées dans deux fosses communes du cimetière de Picpus.
Parmi les personnalités guillotinées, on peut citer :
- Charles de Sartine, maître des requêtes et sa femme, Charlotte-Rose-Émilie de Sainte-Amaranthe, salonnière, le 29 prairial an II (17 juin 1794) ;
- Cécile Renault, ses parents et son frère, le 29 prairial II ;
- Henri Admirat, et 53 prétendus complices, le 29 prairial II ;
- Jean-Baptiste Michonis, le 29 prairial II ;
- Denis Pierre Jean Papillon de La Ferté, intendant des Menus-Plaisirs du roi, le 19 messidor an II (7 juillet 1794);
- Josse-François-Joseph Benaut, organiste et compositeur, le 25 messidor an II (13 juillet 1794) ;
- Les seize carmélites de Compiègne, le 29 messidor an II (17 juillet 1794) ;
- André Chénier et Jean-Antoine Roucher, le 7 thermidor an II (25 juillet 1794) ;
- Marie-Thérèse de Choiseul-Stainville, princesse Joseph de Monaco le 9 thermidor an II (27 juillet 1794) 27 juillet 1794.

### Projets d’aménagement auXIXesiècle

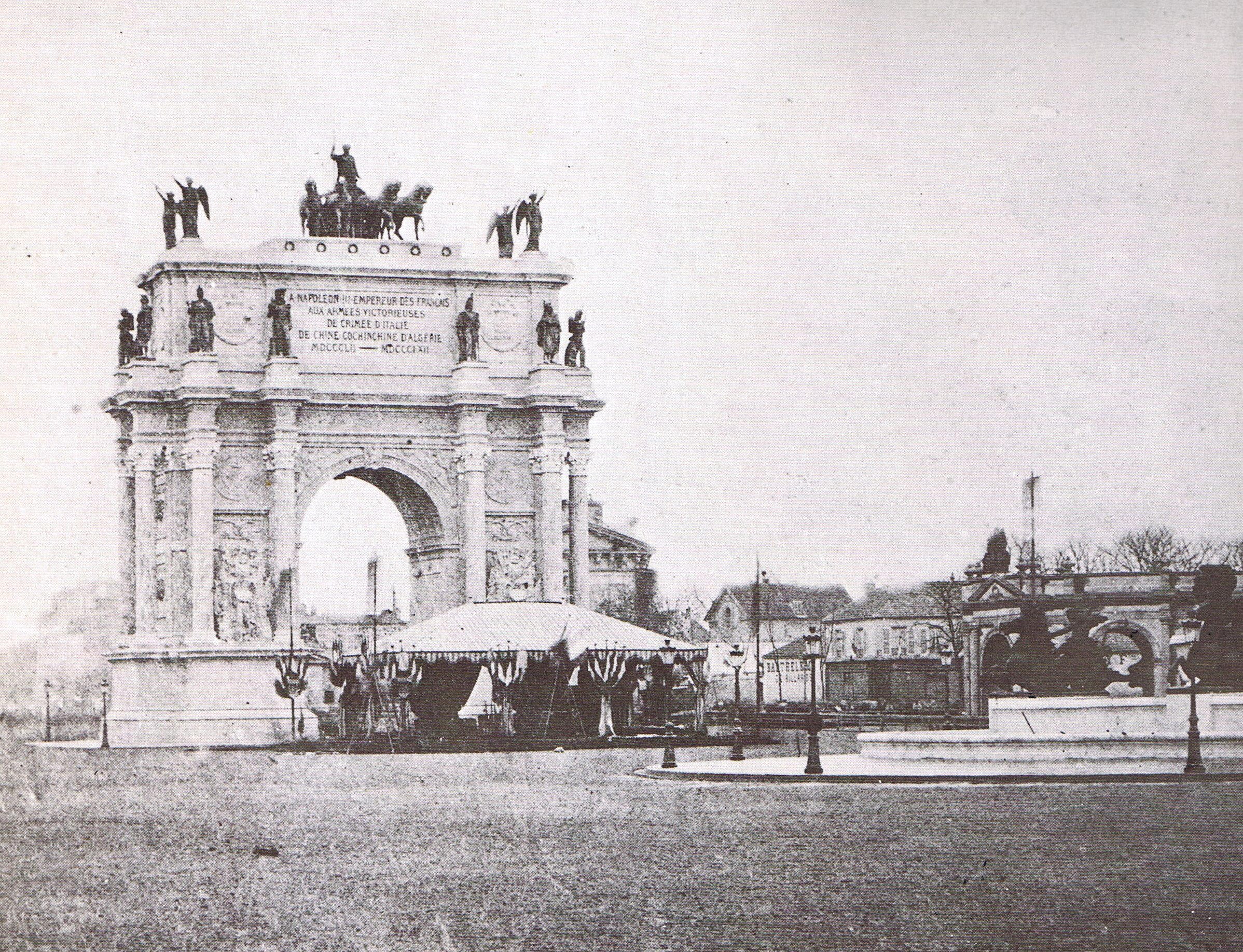
Maquette en grandeur réelle pour un arc de triomphe sur la place du Trône par Victor Baltard (1862).

En 1841, le conseil municipal imagine d'ériger l'éléphant initialement prévu pour la place de la Bastille au centre du rond-point de la barrière du Trône. Faute de fonds suffisants, le projet est abandonné en 1843.
Sous le Second Empire, Napoléon III décide, pour faire pendant à l’arc de triomphe de l’Étoile, d’élever un édifice du même ordre, place du Trône. Il doit être dédié aux armées victorieuses de Crimée, d’Italie, de Chine, de Cochinchine et d’Algérie. Le projet retenu est celui de Victor Baltard.
Lors de l’inauguration du boulevard du Prince-Eugène (actuel boulevard Voltaire), le 7 décembre 1862, les Parisiens découvrent une maquette en grandeur réelle de l’arc de triomphe de trente mètres de hauteur, percé d’une seule ouverture, décoré de colonnes que surmontent des statues symbolisant les divers corps de troupe. Au-dessus de l’attique se trouve un quadrige entouré de quatre Renommées.
Deux autres éléments doivent compléter la décoration de la place :
- autour de la place : un portique circulaire pourvu de piliers toscans ;
- au centre de la place : une fontaine peuplée d'hippocampes dominés par une Victoire distribuant des couronnes.

Le projet d'Hector Horeau prévoit de dresser une porte triomphale sur la place du Trône. Appuyée sur des massifs quadrangulaires où des proues de navires, des statues et des trophées accompagnent des couples de colonnes, une arche unique de très grande portée, au tracé brisé, est couronnée d’un fronton triangulaire, orné des armoiries de l’Empire français. Un groupe sculpté est juché au sommet de la plus haute des trois pyramides incurvées qui coiffent le tout. Hector Horeau propose également de multiplier les colonnes sur la place, en répliquant les colonnes de Ledoux.

### La place de la Nation
La place prend le nom actuel de « place de la Nation » à l’occasion de la fête nationale du 14 juillet 1880, sous la Troisième République.

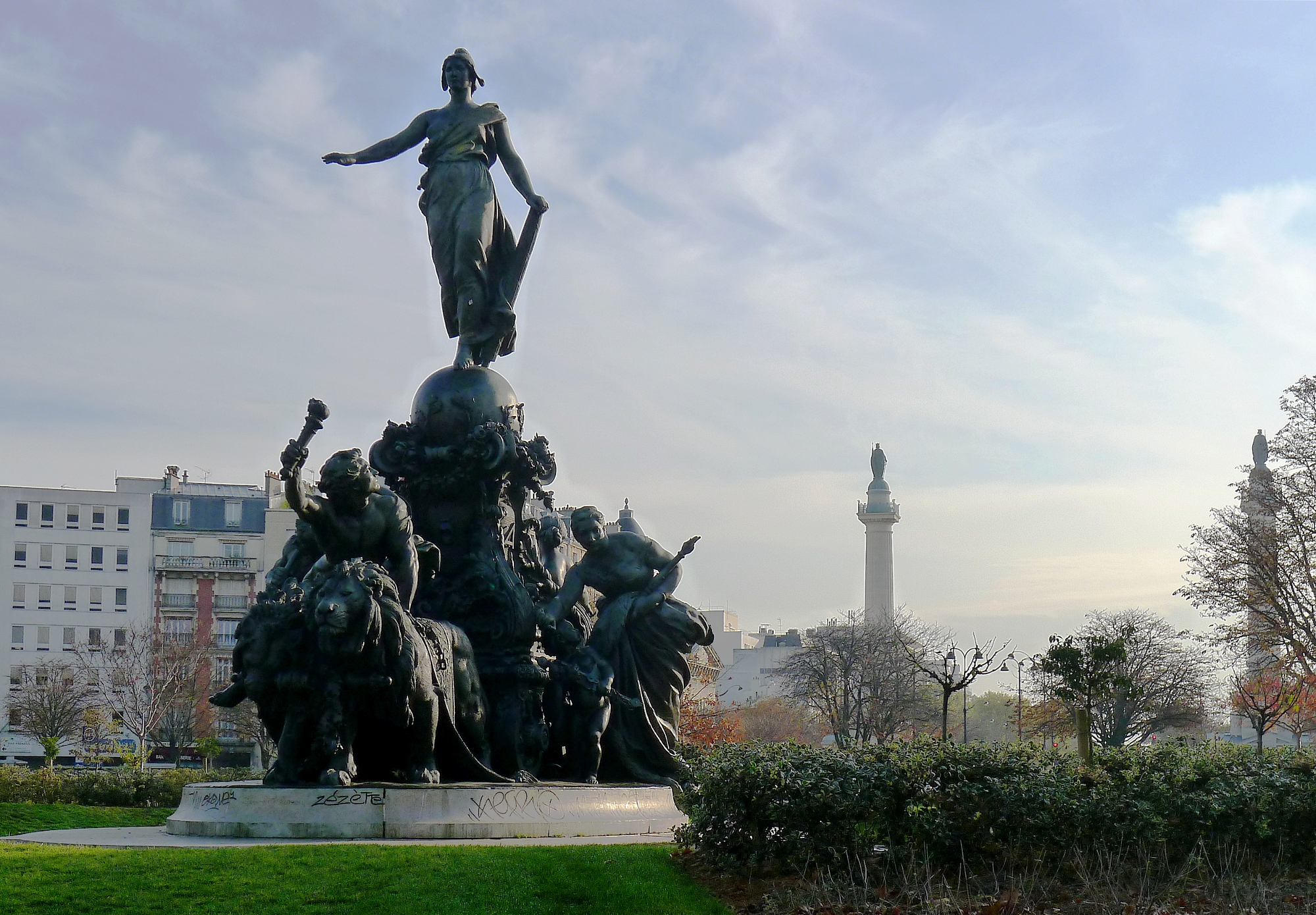
Le Triomphe de la République au milieu du jardin de Marianne.

Le monument central, Le Triomphe de la République est un groupe en bronze commandé en 1879 par la ville de Paris au sculpteur Jules Dalou. Il a fait l’objet de deux inaugurations : en 1889 pour le centenaire de la Révolution française dans une version en plâtre peint, puis en 1899 pour sa version définitive en bronze. La République, au sommet d'un char tiré par deux lions, est encadrée par diverses figures allégoriques : le Génie de la Liberté qui guide le char, le Travail symbolisé par un forgeron qui pousse le char, aidé par l'allégorie de la Justice, enfin l'Abondance qui clôt le cortège en semant des fruits symboles de prospérité. Des enfants accompagnent ou assistent les figures principales.
La statue centrale préservée est tournée vers la place de la Bastille, créant ainsi un axe républicain fréquemment utilisé pour des manifestations populaires.

### Les alligators et le bassin de la place de la Nation

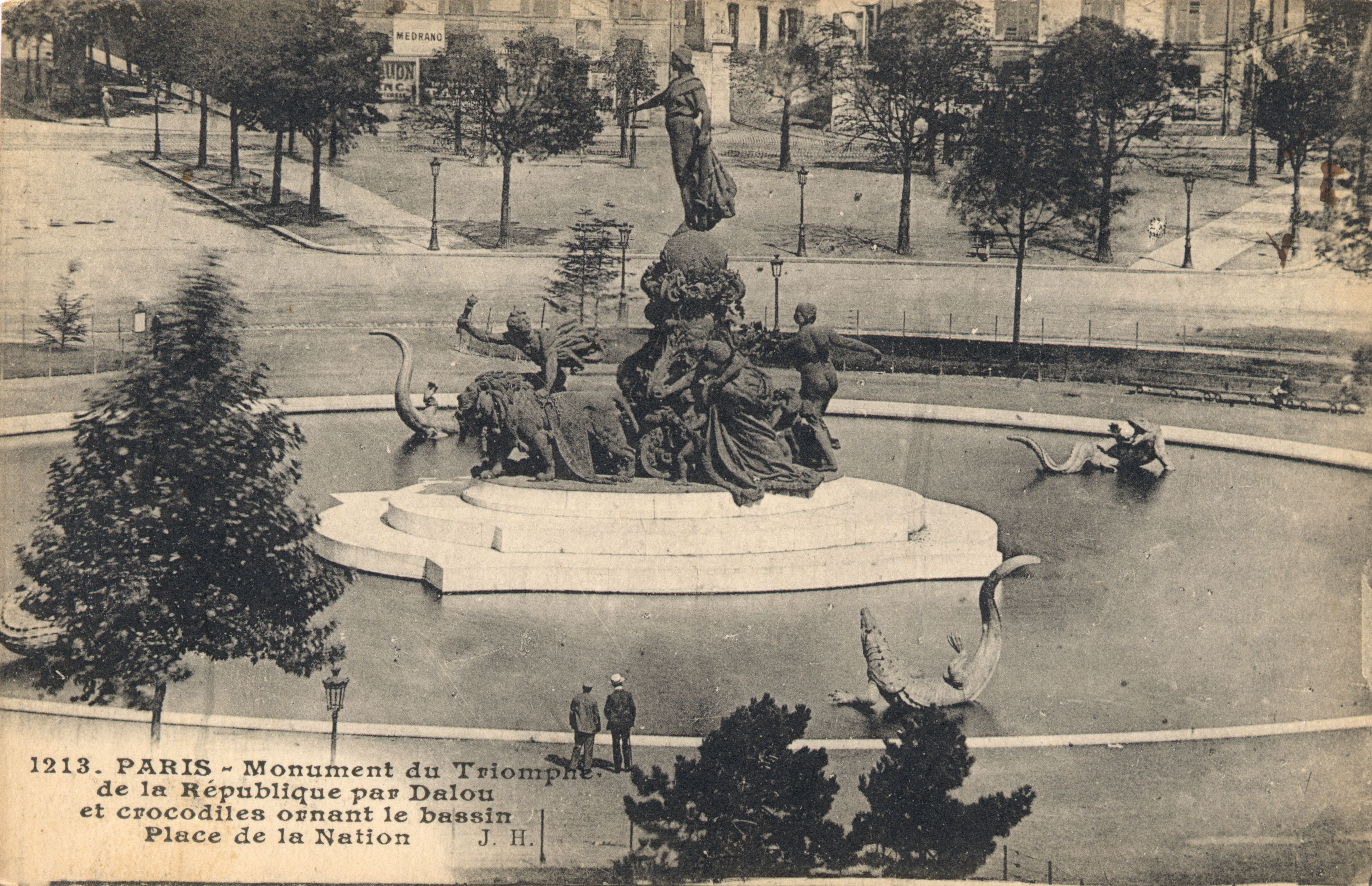
Le monument avec son bassin et les monstres marins de Georges Gardet (vers 1908).

Le groupe sculpté de la place de la Nation se trouvait jusqu'en 1941 au centre d'un bassin agrémenté de monumentaux alligators en bronze crachant de l'eau.
Ces statues furent détruites avec quantité d'autres, sur ordre de l'occupant aux autorités françaises, pour en récupérer le métal, pendant la Seconde Guerre mondiale. Peu avant leur fonte, elles ont été photographiées par Pierre Jahan. Elles avaient été photographiées par Auguste Léon en 1918 pour les Archives de la Planète (collection Albert-Kahn).

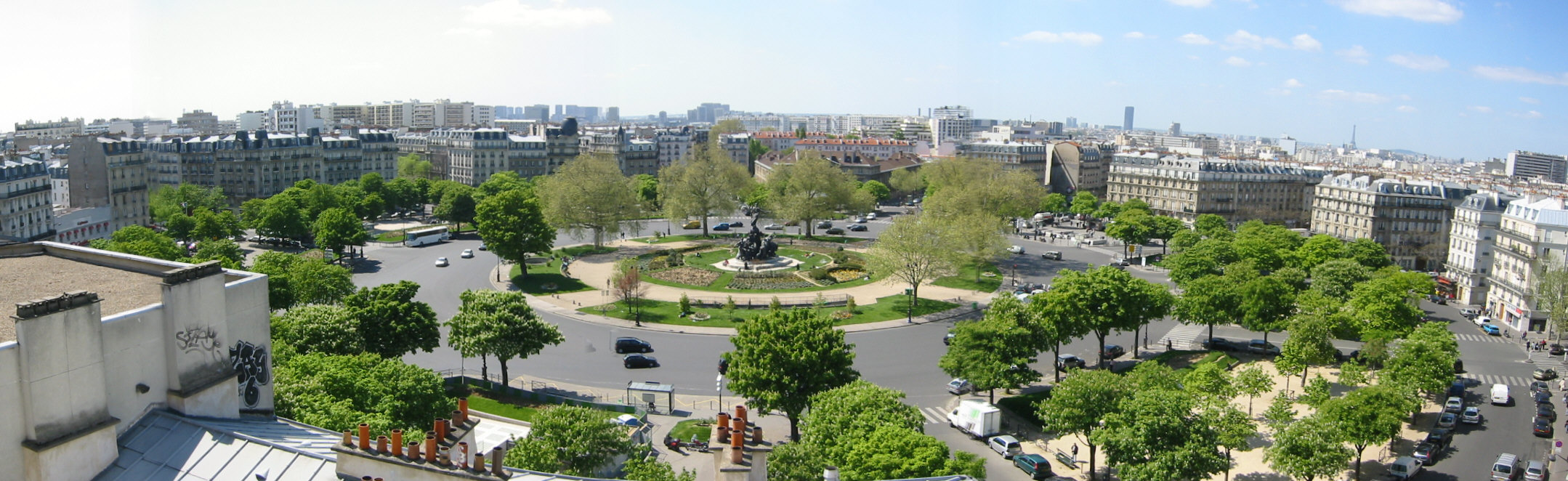
Vue panoramique de la place de la Nation avant son réaménagement de 2018-2019.

## Bâtiments remarquables
- No 4 : lycée Arago.
- No 7.
- No 11.

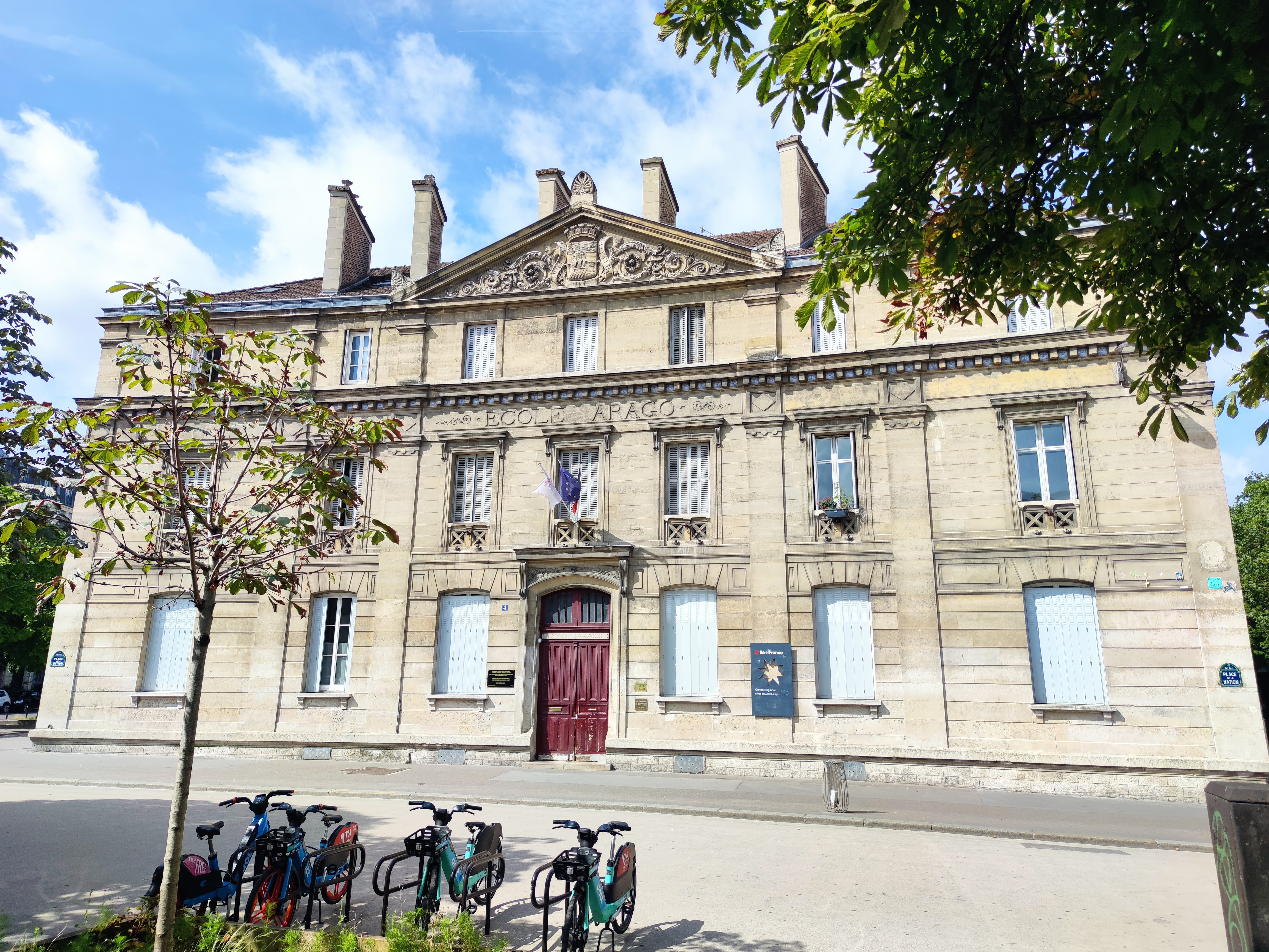
No 4 : lycée Arago.
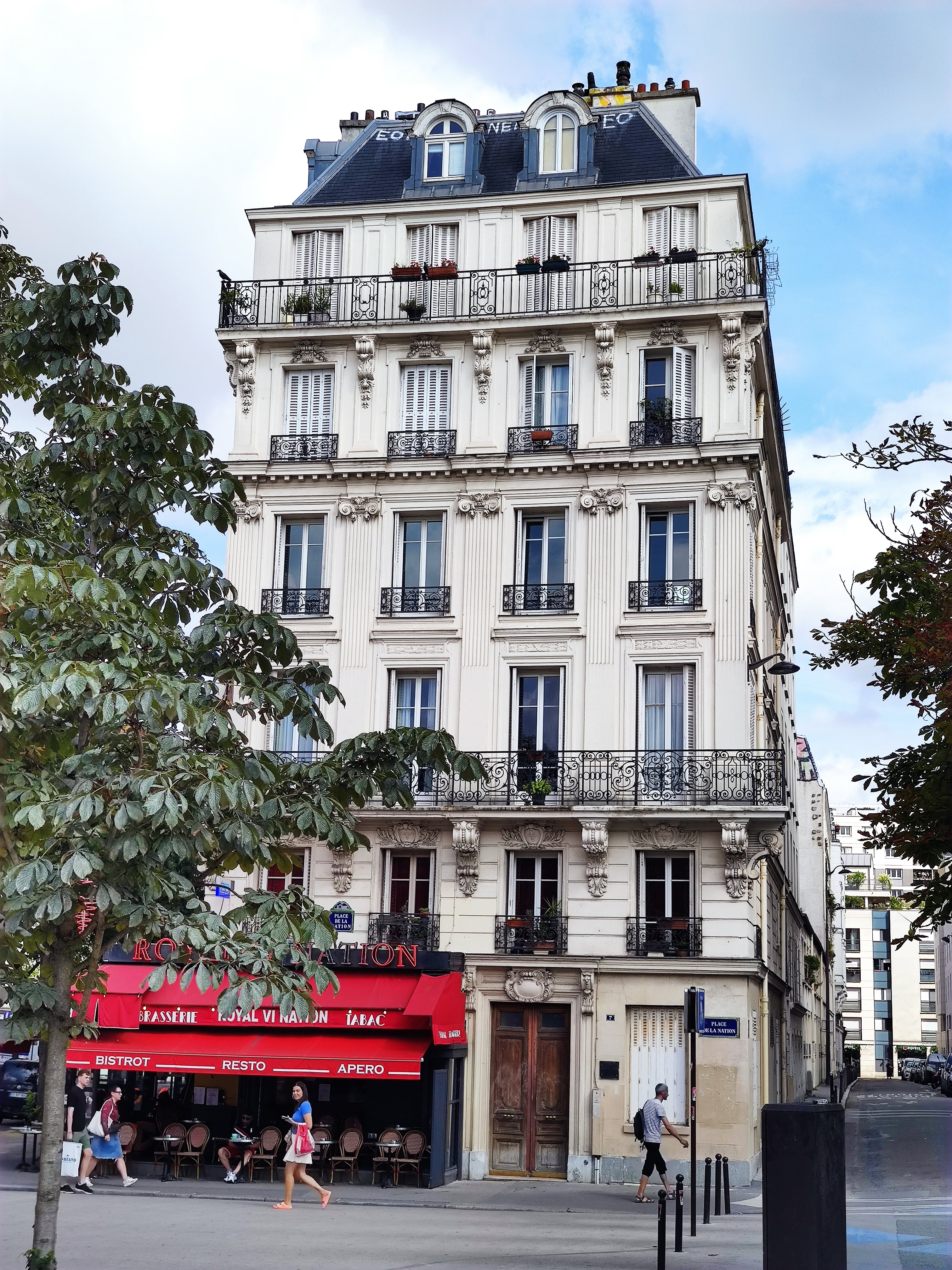
No 8 : immeuble construit en 1901 par l’architecte L. Péchard[13].
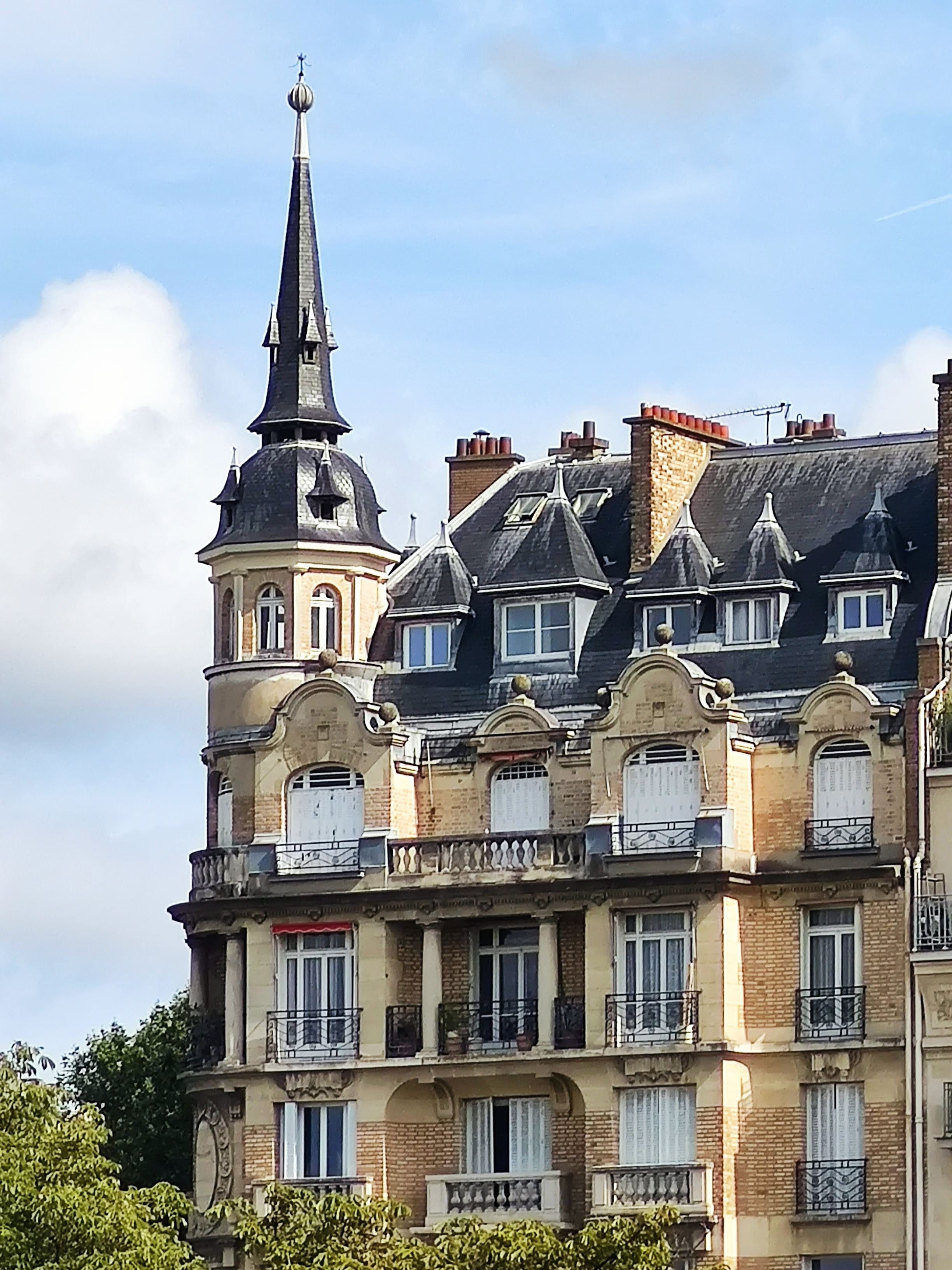
No 11 : immeuble construit en 1913[14].
- No 12 : immeuble construit en 1898 par l’architecte A. Avezard[13].
- No 15 (et 2 ter, avenue de Taillebourg) : immeuble de bureaux construit en 2023 par les architectes Olivier Camus et Lydéric Veauvy[15].